# Xenos vesparum
Xenos vesparum Rossi, 1793 je parazitický druh řásníka z řádu řásnokřídlých cizopasící na dospělých jedincích rodu Polistes (vosíci), například na druhu vosík skvrnitý (Polistes dominula Christ, 1791).
Vývojový cyklus začíná okamžikem, kdy se malá a hbitá larva setká s dělnicí, případně larvou vosíka. Štěrbinou pod tergitem se larva dostane do zadečku hostitele a začne se živit lymfou. Celá proměna řásníka od larvy až k pohlavně zralému dospělci proběhne v těle hostitele. Parazit začne působením enzymatických látek ovlivňovat a měnit sociální instinkty svého hostitele. Napadená dělnice vosíka opouští svou kolonii a v časném létě vyhledává místa, kde se setkává s jedinci svého druhu rovněž řásníkem infikovanými. Na takovém shromaždišti dochází k páření řásníka. Okřídlení samečci opouštějí své hostitele na rozdíl od samiček. Ty vyčkávají ukryté v zadečku vosíka a ze štěrbiny tergitu vyčnívá jen jejich hlava a tzv. mateční průchod umístěný mezi hlavou a předohrudí.
Kopulující sameček protrhne blánu kryjící matečný průchod a vyměšuje sperma do těla samičky. Po kopulaci sameček do několika hodin hyne. Podobně i jeho opuštěný hostitel brzy podlehne infekcím, které do poškozeného těla snadno pronikají. Naopak samičky řásníka své hostitele podněcují k "tloustnutí". Tělo hostitelské dělnice bytní a postupnou změnou proporcí připomíná spíše královnu. Na podzim odlétá do míst, kde se shromažďují pravé královny vosíka k přezimování. S příchodem jara vylétnou nejprve jen zdravé královny, aby založily nové kolonie. Infikovaní vosíci však otálejí a vylétnou až později v přesně stanovený okamžik, aby navštívili květy nebo přímo v rané fázi se nacházející kolonie svého druhu. Na těchto místech samička řásníka stále přichycená na těle hostitele trousí skrze mateční průchod živé larvy pro zahájení nového vývojového cyklu.

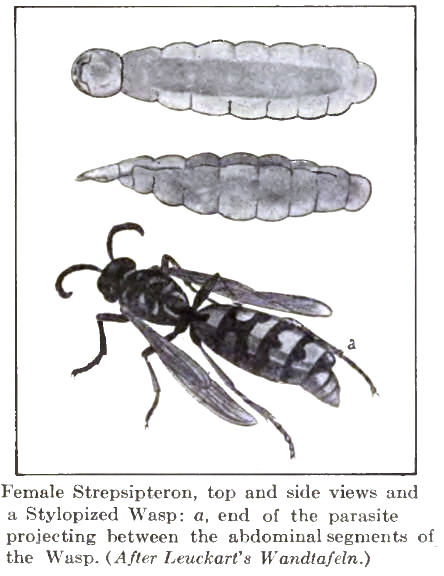
Dorzální a laterální pohled na samičku řásníka, a) – hlava parazita pod tergitem vosího zadečku